# Symboles d'échecs en Unicode

Représentations de symboles d'échecs en Unicode.
DejaVu Sans, FreeSerif, Quivira, Pecita.

Les symboles d'échecs font partie de l'Unicode. Au lieu d'utiliser des images, on peut représenter des pièces d'échecs par des symboles qui sont définis dans l'ensemble de caractères Unicode. Ceci permet de:
- Utiliser la notation figurine algébrique, qui remplace la lettre qui le représente par son symbole, par exemple, ♘c6 à la place de Cc6. Cela permet aux mouvements d'être lus indépendamment du langage.
- Produire les symboles à l'aide d'un éditeur de texte ou d'un traitement de texte plutôt que d'un éditeur graphique.

Pour afficher ces symboles, on doit avoir une ou plusieurs polices avec une bonne prise en charge Unicode installé sur l'ordinateur, et le document (page Web, document de traitement de texte, etc.) doit utiliser une de ces polices.

## Points de code Unicode et HTML
Les symboles d'échecs font partie de la table des caractères Unicode.
| Nom            | Symbole | Point de code | HTML    |
| -------------- | ------- | ------------- | ------- |
| Roi blanc      | ♔       | U+2654        | &#9812; |
| Dame blanche   | ♕       | U+2655        | &#9813; |
| Tour blanche   | ♖       | U+2656        | &#9814; |
| Fou blanc      | ♗       | U+2657        | &#9815; |
| Cavalier blanc | ♘       | U+2658        | &#9816; |
| Pion blanc     | ♙       | U+2659        | &#9817; |
| Roi noir       | ♚       | U+265A        | &#9818; |
| Dame noire     | ♛       | U+265B        | &#9819; |
| Tour noire     | ♜       | U+265C        | &#9820; |
| Fou noir       | ♝       | U+265D        | &#9821; |
| Cavalier noir  | ♞       | U+265E        | &#9822; |
| Pion noir      | ♟       | U+265F        | &#9823; |

## Échiquier
| 8 | ♜ | ♞ | ♝ | ♛ | ♚ | ♝ | ♞ | ♜ |
| 7 | ♟ | ♟ | ♟ | ♟ | ♟ | ♟ | ♟ | ♟ |
| 6 |   |   |   |   |   |   |   |   |
| 5 |   |   |   |   |   |   |   |   |
| 4 |   |   |   |   |   |   |   |   |
| 3 |   |   |   |   |   |   |   |   |
| 2 | ♙ | ♙ | ♙ | ♙ | ♙ | ♙ | ♙ | ♙ |
| 1 | ♖ | ♘ | ♗ | ♕ | ♔ | ♗ | ♘ | ♖ |
|   | a | b | c | d | e | f | g | h |